# Fragile
Fragile — музичний альбом гурту Yes. Виданий 4 січня 1972 року лейблом Atlantic Records. Загальна тривалість композицій становить 41:13 на основній версії і 60:25 — на розширеній. Альбом відносять до напрямку прогресивний рок. Це був перший альбом гурту, який включав на клавішних Ріка Вейкмана замість Тоні Кея. 
Гурт почав репетиції в Лондоні в серпні 1971 року, але небажання Кея грати на електронних клавішних призвело до його відходу з групи. Його швидко змінив Вейкман, чий досвід роботи з електропіаніно, органом, Mellotron і синтезатором Minimoog розширив звучання групи. Через обмеження бюджету та часу чотири треки в альбомі є композиціями групи; решта п'ять — сольні твори, написані кожним із учасників гурту. Перший трек «Roundabout» став популярною та культовою піснею (зараз є більш впізнаваною піснею через те, що стала мемом). Обкладинка для альбому була першою для групи, розробленою Роджером Діном, який розробляв багато їхніх майбутніх обкладинок і декорацій на сцені.
Fragile був позитивно сприйнятий та мав комерційний успіх, досягнувши № 4 у US Billboard Top LPs Chart та № 7 у UK Albums Chart. Відредагована версія «Roundabout» була випущена як сингл у США в січні 1972 року, який досяг 13 місця. Відтоді альбом отримав подвійний платиновий сертифікат Асоціації звукозаписної індустрії Америки за продаж понад двох мільйонів копій у США. Його кілька разів ремастерували з моменту його випуску, деякі ремастери містять треки, які раніше не видавалися.

## Запис
31 липня 1971 Yes виступили з заключним концертом свого туру 1970–71 років у Crystal Palace Park, Лондон, на підтримку свого попереднього альбому The Yes Album (1971). Тур був значущим для гурту, оскільки він включав їхні перші концерти в США, які допомогли їм набрати обертів, оскільки The Yes Album і його сингл «Your Move» потрапили до топ-40 США. Склад у цей час складався з вокаліста Джона Андерсона, басиста Кріса Сквайра, барабанщика Білла Бруфорда, клавішника Тоні Кея і гітариста Стіва Хау. Після туру Yes почали роботу над своїм наступним студійним альбомом, який спочатку задумувався як подвійний альбом із поєднанням студійних і живих треків. Концепція не могла бути реалізована через збільшення кількості часу, необхідного для її створення. Ідеї запису в Маямі, штат Флорида, з продюсером Томом Даудом також не реалізувалися.
Репетиції відбулися в серпні 1971 року в тому, що Сквайр описав як «маленьку репетиційну студію на Shepherd's Market» в Лондоні. Коли розпочався запис, Кей не хотів розширювати своє звучання за межі свого органу Хаммонда та фортепіано та грати на новіших інструментах, таких як мелотрон або синтезаторі Moog, що спричинило розбіжності щодо творчості зі своїми колегами по групі, особливо з Андерсоном і Сквайром. Незабаром Кей був звільнений з Yes, і швидко знайшли заміну в Ріку Вейкмані, піаністі з класичною освітою з досвідом гри на різноманітних клавішних інструментах. Вейкман був учасником фолк-рок-групи Strawbs і затребуваним сесійним музикантом. Йому запропонували місце з гастрольною групою Девіда Боуї в той же день, коли його попросили приєднатися до Yes, і він вирішив приєднатися до Yes через можливість отримати більше творчої свободи. Він приєднався до групи, коли вони репетирували «Heart of the Sunrise». Сквайр розповів про цю першу сесію: «Це ознаменувало першу справжню появу Mellotron і Moog — додавання смаку цих інструментів до твору, який ми в основному вже опрацювали». За словами Вейкмана, базова структура «Roundabout» також була розроблена в той же день.

## Список пісень
1. «Roundabout» — 8:29
2. «Cans and Brahms» — 1:35
3. «We Have Heaven» — 1:30
4. «South Side of the Sky» — 8:04
5. «Five Percent for Nothing» — 0:35
6. «Long Distance Runaround» — 3:33
7. «The Fish » — 2:35
8. «Mood for a Day» — 3:57
9. «Heart of the Sunrise» — 10:34

Додаткові записи розміщені на перевидання альбому 2003 року:
1. Roundabout — 8:35

## Учасники запису
- Джон Андерсон – вокал & бек-вокал, акустична гітара в «We Have Heaven»
- Стів Гау – електро- та акустична гітари, бек-вокал
- Кріс Сквайр – бас-гітара, бек-вокал, додаткова електрогітара[1]
- Рік Вейкман – орган Гаммонда, RMI 368 Electra-Piano and Harpsichord, мелотрон, піаніно
- Білл Бруфорд – ударні